# Агенція ЕФЕ
Агенція Ефе (ісп. Agencia EFE) — міжнародне інформаційне агентство Іспанії, найбільше мультимедійне іспаномовне агентство та четверте в світі після Associated Press, Reuters та Agence France-Presse. [1]
Новини — головна сфера діяльності та джерело прибутків компанії. Велика розгалужена мережа делегацій та кореспондентів в 17 автономних областях Іспанії та більшості країн світу дозволяє ЕФЕ продукувати щорічно понад трьох мільйонів новин іспанською, португальською, англійською, арабською, каталонською та галіцийською мовою. Близько двох тисяч світових засобів масової користуються оперативною та точною інформацією агенції